# Felipe García Vélez
Felipe García Vélez (n. Herrería de Santa Cristina, Carrascosa, Cuenca) es un actor español principalmente conocido por su papel de Echegui  en la serie El pueblo de Telecinco y Amazon Prime Video.

## Trayectoria
Nacido en la pequeña aldea de Herrería de Santa Cristina en la Serranía de Cuenca, de joven practicó atletismo a nivel profesional en Barcelona. Cuando hizo el servicio militar obligatorio sintió la vocación del mundo de la interpretación, empezó  a formarse en Barcelona y luego se mudó a Madrid, donde siguió tomando clases y empezó a trabajar de actor.
Actor de enorme experiencia, cabe destacar entre sus numerosos papeles:
Series: El pueblo, ¡Ay, Señor, Señor!, Cuéntame como pasó, Águila Roja, Sin tetas no hay paraíso, Hospital Central, Policías, en el corazón de la calle, Compañeros, Periodistas. Servir y proteger 
Películas: A cambio de nada, ¡Ay, Carmela!.

## Premios Goya
El actor fue nominado a mejor actor de reparto en los Goya del año 2016 por la película dirigida por Daniel Guzmán A cambio de nada.